# (3451) Ментор
(3451) Ментор (лат. Mentor, др.-греч. Μέντωρ) — троянский астероид Юпитера, двигающийся в точке Лагранжа L5, в 60° позади планеты, принадлежащий к спектральному классу X. Он был открыт 19 апреля 1984 года чешским астрономом Антонином Мркосом в обсерватории Клеть и назван в честь Ментора, персонажа древнегреческой мифологии.

Орбита астероида Ментор и его положение в Солнечной системе
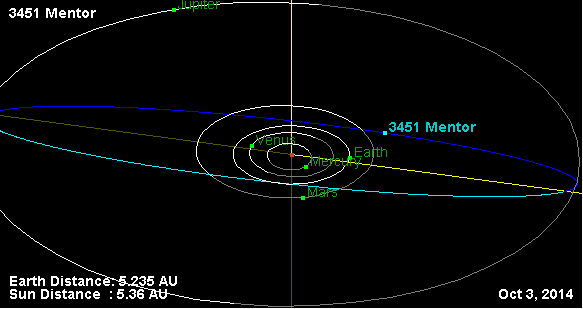
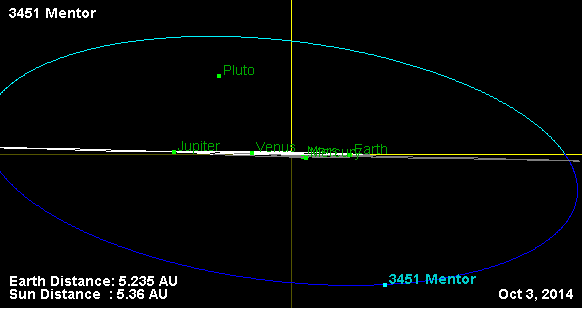

Фотометрические наблюдения, проведённые в 1998 году, позволили получить кривые блеска этого тела, из которых следовало, что период вращения астероида вокруг своей оси равняется 7,030 ± 0,005 часам, с изменением блеска по мере вращения 0,15 ± 0,01 m.